# Duvalia caespitosa
Duvalia caespitosa är en oleanderväxtart. Duvalia caespitosa ingår i släktet Duvalia och familjen oleanderväxter.

## Underarter
Arten delas in i följande underarter:
- D. c. caespitosa
- D. c. pubescens
- D. c. vestita
- D. c. compacta